# Dano (virksomhed)
Dano, ingeniørforretning & maskinfabrik var en dansk maskinfabrik og ingeniørvirksomhed med hovedsæde på Vadgårdsvej i Buddinge. Fabrikken fremstillede især anlæg, som omdannede affald til kompost og gødning. Dano byggede desuden fyr, kedler, stokere, industrielle ovne, rensningsanlæg for spildevand samt maskiner, der brugtes til fremstilling af lecasten og tentorstål.
Dano blev grundlagt i 1912 i en baggård på på Gammel Kongevej på Frederiksberg af ingeniøren Kai Petersen og maskinmontøren Christoffer Frode Müller. I begyndelsen blev der især produceret store kedel- og fyringsanlæg efter eget design, men i 1920'erne fandt stifterne på at markedsføre anlæg, som kunne forvandle husholdningsskrald og kloakslam til gødning og kompost til brug i gartnerier og i landbruget. Danos anlæg konkurrerede med det traditionelle forbrændingsanlæg.
Senere flyttede firmaet til Buddinge, hvor det havde jernbaneforbindelse til Slangerupbanen. Virksomheden ejedes af Ingeniør Kai Petersens Fond. Det var en selvejende institution, som den sidste overlevende af stifterne havde oprettet inden sin død i 1948. 
I 1956 blev dele af maskinfabrikken Smith, Mygind & Hüttemeier på Nørrebro overtaget af Dano, mens andre dele blev videreført som den senere Nordisk Karosserifabrik i Svendborg.
I 1960'erne var der stor efterspørgsel på Danos anlæg. Brasiliens ny hovedstad, Brasília, blev forsynet med et Dano-anlæg. I Danmark anvendte 19 kommuner Dano-anlæg, og der blev eksporteret til blandt andet USA og New Zealand samt til en række europæiske lande. Malmö kommun havde netop bestilt et anlæg, da Dano i september 1970 lukkede pludseligt og afskedigede alle 350 medarbejdere. Fabrikken blev revet ned, og boligbebyggelsen Vadgårdsparken opført på grunden.